# Leighton Gage
Leighton David Gage (Rahway, 13 mei 1942 – Miami, 26 juli 2013) was een Amerikaans thrillerauteur van voornamelijk detectiveromans. Zijn inspiratie om te schrijven ontstond na een verblijf van meer dan 20 jaar in São Paulo, Brazilië, waar hij zich onderdompelde in de Braziliaanse cultuur. Terugkerende onderwerpen in zijn romans waren de problemen die zich op dat moment in Brazilië afspeelden.

## Biografie
Hij werd geboren in Rahway, New Jersey, in de Verenigde Staten, maar woonde gedurende langere perioden in Duitsland, het Verenigd Koninkrijk, Nederland, Australië, Argentinië en Brazilië. Hij sprak naast Engels ook Nederlands, Duits, Frans, Spaans en Portugees.
Voorafgaand aan zijn literaire carrière was Gage creative director bij een groot reclamebureau. Hij won meer dan 120 reclameprijzen en maakte deel uit van de jury van o.a. het Lions Festival in Cannes, de Art Director's Club van New York, de Clio Awards, en de Australische schrijvers en Art Directors-vereniging.
Zijn fictiewerk is uitgebracht als "The Chief Inspector Mario Silva Investigations". De boeken behandelen uiteenlopende onderwerpen als prostitutie bij minderjarigen, orgaandiefstal en snuff-films.
Op 26 juli 2013 stierf Gage thuis in Miami, na een drie maanden durende strijd tegen alvleesklierkanker.

## Voetnoten
1. 1 2  Slotnik, Daniel E. "Leighton Gage, Crime Novelist, Dies at 71", The New York Times, 2 augustus 2013. "Leighton Gage was born on May 13, 1942, in Rahway, N.J."
2. ↑  The Associated Press, Crime novelist Leighton Gage dies from cancer - Wire Entertainment - People - The Sacramento Bee. Sacbee.com (28 juli 2010).

- Bibliothèque nationale de France: cb16649964r (data)
- International Standard Name Identifier: 0000 0000 3643 4274
- Library of Congress Control Number: n2007012114
- Nederlandse Thesaurus van Auteursnamen: 329057723
- Istituto Centrale per il Catalogo Unico: RT1V012825
- Système universitaire de documentation: 172574870
- Virtual International Authority File: 60989993
- WorldCat: E39PBJmDpmRchGxb6mXHMrkv73